# Acâș
Acâș (Ákos en hongrois, Fürstendorf en allemand) est une commune roumaine du județ de Satu Mare, dans la région historique de Transylvanie et dans la région de développement du Nord-ouest.

## Géographie
La commune d'Acâș est située dans le sud du județ, dans la vallée de la rivière Crasna, au contact avec les collines de la Crasna, à 20 km au nord-est de Tășnad, à 18 km au sud d'Ardud et à 37 km au sud de Satu Mare, le chef-lieu du județ.
La municipalité est composée des quatre villages suivants (population en 2002) :
- Acâș (1 871), siège de la commune ;
- Ganaș (6) ;
- Mihăieni (466) ;
- Unimăt (516).

## Histoire
La première mention écrite du village d'Acâș date de 1342 sous le nom de Akosmonastora. Le village de Mihăieni apparaît en 1380 et celui d'Unimăt en 1383.
La commune, qui appartenait au royaume de Hongrie, faisait partie de la principauté de Transylvanie et elle en a donc suivi l'histoire. Durant le Moyen Âge, Acâș est le centre des domaines du clan Ákos (hu), ancien clan magyar remontant au XIIe siècle qui prit le nom du village. Ákos est un ancien nom hongrois qui signifie faucon blanc. La famille Ákos y fonde un monastère bénédictin, c'est alors un marché important. Au XVe siècle, avec l'extinction des Ákos, le monastère et la ville déclinent.
Après le compromis de 1867 entre Autrichiens et Hongrois de l'empire d'Autriche, la principauté de Transylvanie disparaît et, en 1876, le royaume de Hongrie est partagé en comitats. Acâș intègre le comitat de Szilágy (Szilágy vármegye).
À la fin de la Première Guerre mondiale, l'Empire austro-hongrois disparaît et la commune rejoint la Grande Roumanie au traité de Trianon.
En 1940, à la suite du deuxième arbitrage de Vienne, elle est annexée par la Hongrie jusqu'en 1944, période durant laquelle sa communauté juive est exterminée par les nazis. Elle réintègre la Roumanie après la Seconde Guerre mondiale au traité de Paris en 1947.
Ce n'est que lors de la réforme administrative de 1968 qu'Acâș rejoint le județ de Satu Mare. Le village de Ganaș, presque entièrement dépeuplé de nos jours, a été victime de la politique de systématisation de Nicolae Ceaușescu.

## Politique
Le conseil municipal d'Acâș compte 11 sièges de conseillers municipaux. À l'issue des élections municipales de juin 2008, Nicolae Gereb (UDMR) a été élu maire de la commune.
| Parti                                      | Nombre de conseillers |
| ------------------------------------------ | --------------------- |
| Union démocrate magyare de Roumanie (UDMR) | 4                     |
| Parti national libéral (PNL)               | 2                     |
| Parti démocrate-libéral (PD-L)             | 2                     |
| Parti social-démocrate (PSD)               | 2                     |
| Parti civique hongrois                     | 1                     |

## Religions
En 2002, la composition religieuse de la commune était la suivante :
- Réformés, 51,73 % ;
- Chrétiens orthodoxes, 33,78 % ;
- Catholiques romains, 4,82 % ;
- Baptistes, 4,19 % ;
- Pentecôtistes, 1,67 % ;
- Grecs-Catholiques, 0,97 %.

## Démographie
En 1910, à l'époque austro-hongroise, la commune comptait 2 153 Hongrois (61,18 %), 1 329 Roumains (37,77 %) et 19 Allemands (0,54 %),.
En 1930, on dénombrait 1 636 Roumains (45,36 %), 1 649 Hongrois (45,72 %), 187 Tsiganes (5,18 %), 91 Juifs (2,52 %) et 43 Allemands (1,19 %).
En 2002, la commune comptait 1 413 Hongrois (49,42 %), 923 Roumains (32,28 %) et 515 Tsiganes (18,01 %).
| 1850  | 1880  | 1890  | 1900  | 1910  | 1920  | 1930  | 1941  | 1956  |
| ----- | ----- | ----- | ----- | ----- | ----- | ----- | ----- | ----- |
| 3 000 | 2 621 | 3 203 | 3 418 | 3 519 | 3 318 | 3 607 | 4 001 | 4 124 |

| 1966  | 1977  | 1992  | 2002  | 2007  | - | - | - | - |
| ----- | ----- | ----- | ----- | ----- | - | - | - | - |
| 4 151 | 3 526 | 2 982 | 2 859 | 2 837 | - | - | - | - |

## Économie
L'économie de la commune repose sur l'agriculture et l'élevage. La commune dispose de sources thermales à Acâș et Mihăieni qui attirent de nombreux touristes roumains.

## Communications

### Routes
Acâș est un carrefour routier située sur la route nationale DN19A (route européenne 81) Satu Mare-Zalău-Cluj-Napoca. De la commune partent les routes régionales DJ109N vers Unimăt au sud-est, DJ195B vers Mihăieni et Craidorolț au nord-ouest et DJ195A vers Giungi et Ghirișa.

### Voies ferrées
Acâș est desservie par la ligne des chemins de fer roumains (Căile Ferate Române) Carei-Tășnad-Sărmășag-Jibou.

## Lieux et monuments

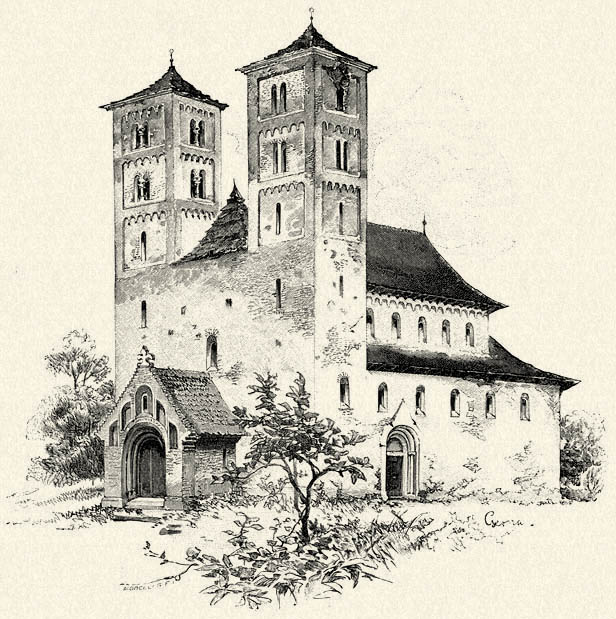
L'église réformée d'Acâș

- Acâș, église réformée de style roman, datant du XIIe siècle (1175), ancienne abbatiale catholique du monastère bénédictin, devenue protestante au XVIe siècle avec la conversion des nobles locaux, reconstruite après un incendie dû aux Tatars en 1642, mais aussi en 1732, classée monument historique[9],[2].
- Acâș, église orthodoxe datant de 1870[9].
- Unimăt, église orthodoxe des Sts Archanges datant de 1779[9].
- Mihăieni, église réformée datant de 1870[10].